# Lijst van burgemeesters van Zuilichem
Dit is een lijst van burgemeesters van de voormalige Nederlandse gemeente Zuilichem in de provincie Gelderland.

In de jaren 1810 - 1811 omvatte de gemeente de dorpen Zuilichem, Nieuwaal en Aalst. In 1811 werd Aalst afgesplitst tot zelfstandige gemeente en in 1818 werd Nieuwaal afgesplits naar de buurgemeente Gameren.

In 1955 ging Zuilichem op in de gemeente Brakel en sinds 1 januari 1999 maakt het deel uit van de gemeente Zaltbommel.
| Ambtsperiode | Naam burgemeester                    | Partij of stroming | Bijzonderheden                                                      |
| ------------ | ------------------------------------ | ------------------ | ------------------------------------------------------------------- |
| 1810 - 1817  | W.A. Versteegh                       |                    | tevens burgemeester van Aalst                                       |
| 1818 - 1818  | M. van Brakel                        |                    |                                                                     |
| 1818 - 1850  | J.C. Klop                            |                    |                                                                     |
| 1850 - 1874  | A. van Os                            |                    | tevens burgemeester van Brakel en van Poederoijen                   |
| 1875 - 1875  | M. Ruijmschoot                       |                    |                                                                     |
| 1875 - 1876  | C.R. Röntgen                         |                    |                                                                     |
| 1876 - 1877  | J. van Waardhuizen                   |                    |                                                                     |
| 1877 - 1911  | S.F. Monhemius                       |                    |                                                                     |
| 1911 - 1919  | Pieter Laurens Honcoop               |                    | werd burgemeester van Hattem                                        |
| 1919 - 1937  | François van Hoogstraten (1891-1979) | CHU                |                                                                     |
| 1937 - 1952  | Cornelis (C.) Hobo                   |                    | tevens burgemeester van Gameren, vanaf januari 1946 waarnemend      |
| 1945 - 1945  | N. Borreman                          |                    | waarnemend burgemeester                                             |
| 1952 - 1955  | W.E.J. Bulk                          |                    | waarnemend burgemeester, tevens waarnemend burgemeester van Gameren |